# Luke Ford
Luke Ford (26 de março de 1981) é um ator canadense. Destacado por sua atuação como "Alex O’Connell" no filme A Múmia: Tumba do Imperador Dragão e sua atuação em outras séries para a TV.

## Filmografia
| Filmes      | Filmes                                | Filmes                             | Filmes             |
| Ano         | Título Original                       | Título (Brasil)                    | Papel              |
| ----------- | ------------------------------------- | ---------------------------------- | ------------------ |
| 2002        | The Junction Boys                     | The Junction Boys                  | Perch (para TV)    |
| 2005        | Hercules                              | Hercules                           | Iphicles (para TV) |
| 2006        | Kokoda                                | Kokoda                             | Burke              |
| 2008        | The Black Balloon                     | The Black Balloon                  | Charlie Mollison   |
| 2008        | The Mummy: Tomb of the Dragon Emperor | A Múmia: Tumba do Imperador Dragão | Alex O'Connell     |
| 2009        | Animal Kingdom                        | Animal Kingdom                     | Darren             |
| 2009        | Ghost Machine                         | Ghost Machine                      | Vic                |
| 2009        | 3 Acts of Murder                      | 3 Acts of Murder                   | Snowy (para TV)    |
| Séries      |                                       |                                    |                    |
| Ano         | Título                                | Papel                              | Notas              |
| 2000        | Water Rats                            | Harley Strachan                    | 1 episódio         |
| 2000        | Home and Away                         | J.T. Hanson                        | 5 episódios        |
| 2001        | Stingers                              | Craig Williams                     | 1 episódio         |
| 2001 / 2004 | McLeod's Daughters                    | Craig Woodland                     | 22 episódios       |
| 2002 / 2004 | All Saints                            | Leon Fahey / Ray Branal            | 1 episódio         |
| 2005        | Headland                              | Seth Baxter                        | 5 episódios        |

## Prêmios e Indicações
| Prêmios | Prêmios   | Prêmios     | Prêmios                 | Prêmios           |
| Ano     | Resultado | Premiação   | Categoria               | Título            |
| ------- | --------- | ----------- | ----------------------- | ----------------- |
| 2008    | Venceu    | AFI Awards  | Melhor Ator Coadjuvante | The Black Balloon |
| 2009    | Indicado  | FCCA Awards | Melhor Ator Coadjuvante | The Black Balloon |